# Книга роботів
Книга роботів — збірка оповідань польського письменника-фантаста Станіслава Лема. Вперше була видана польським Видавництво "Іскра" у Варшаві в 1961 році.
Збірка містить наступні новели (крім «Формули» та «Терміналу», вони належать до серії «Зоряні щоденники Йона Тихого» і були опубліковані під такою ж назвою у наступних виданнях «Щоденників»):
- Зоряні щоденники Йона Тихого
  - Передмова професора Тарантоги (вперше у збірці оповідань "Сезам та інші оповідання ")
  - Одинадцята подорож
  - Дванадцята подорож (вперше в Щоденники з '57)
  - Чотирнадцята подорож (вперше у Щоденники з '57)
  - Подорож двадцять друга (вперше у збірці оповідань «Сезам та інші оповідання»)
  - Подорож двадцять третя (вперше у збірці оповідань, «Сезам та інші оповідання»)
  - Подорож двадцять четверта (вперше у збірці оповідань, «Сезам та інші оповідання»)
  - Подорож двадцять п'ята (вперша у збірці оповідань, «Сезам та інші оповідання»)

- Із спогадів Йона Тихого
  - Я — професор Коркоран
  - II — професор Декантор
  - III — професор Зазул
  - IV — Фізик Молтеріс

- Формула Лімфатера

- Термини (із циклу Розповіді про пілота Піркса)

## Зйомки
За мотивами новели професора Зазула — зі спогадів Йона Тихого, у 1965 році був знятий польський фільм («Професор Зазул»), режисерами якого стали Марек Новицький та Єжи Ставіцький.